# Trajansbogen (Timgad)

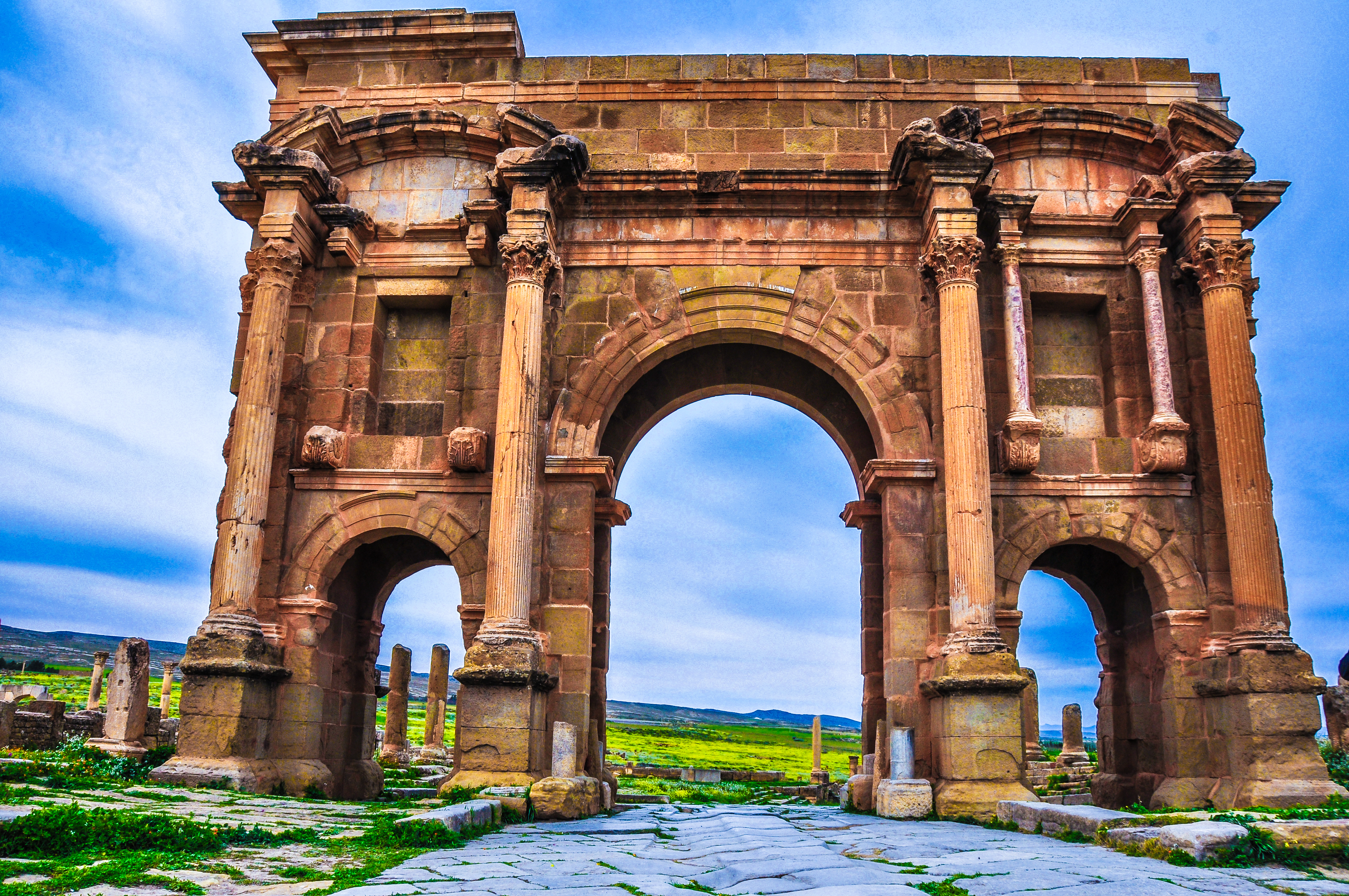
Trajansbogen in Timgad

Der sogenannte Trajansbogen im algerischen Timgad, dem antiken Thamugadi, ist ein dreitoriger römischer Ehrenbogen und zugleich das Westtor der antiken Stadt. Seit 1982 gehört er als Bestandteil des Ausgrabungsgeländes von Timgad zum UNESCO-Welterbe.

## Lage und Beschreibung
Der etwa 12 Meter hohe Bogen erhebt sich am westlichen Ende des Decumanus, der Hauptstraße der römischen Kolonie, und öffnet sich zur Ausfallstraße nach Lambaesis, der nach Timgad bedeutendsten Stadt Numidiens. Allerdings ist der Ehrenbogen leicht aus der Achse des Decumanus verschoben. Der mittlere Hauptdurchgangsbogen hat eine Höhe von 6 Metern, die beiden Seitenbögen von 3,75 Metern. Über den Bögen der kleineren seitlichen Durchgänge befindet sich je eine von Pilastern gerahmte Nische. Den Pilastern korrespondieren jeweils vorgestellte freie Säulenstellungen korinthischer Ordnung auf Einzelpostamenten. Die Säulen sind aus rotem Marmor gefertigt, ihr dichter Kannelurenkranz ist im unteren Drittel mit Rundstäben gefüllt. Das auf den Säulen folgenden Gebälk ist mit dem Gebälk des eigentlichen Bogens verkröpft und wird von je einem gesprengten Rundgiebel bekrönt. Die Nischen, die wohl der Aufnahme von Statuen dienten, werden flankiert jeweils von kleinen Säulen aus Buntmarmor, die auf akanthisierten und mit Maskendarstellungen dekorierten Konsolen oberhalb eines Gesimses stehen. Auch ihre Gebälke sind mit dem des Bogens verkröpft.

## Datierung
Die Datierung des Bogens ist bislang nicht geklärt. Eine Inschrift der Attika erwähnt die Gründung der Kolonie unter Trajan im Jahre 100. Daher nahm man an, der Bogen wäre zu Ehren Trajans errichtet worden. Doch stehen dem die Bauformen entgegen, die wegen ihrer großen Nähe zu den Caracallabögen von Tebessa und Djémila eine Datierung in die 2. Hälfte des 2. Jahrhunderts oder zu Beginn des 3. Jahrhunderts nahelegen. Daher vermutete Henriette Doisy, dass der bestehende Ehrenbogen ein Stadttor trajanischer Zeit ersetzte und im Jahr 203 zudem eine Umwidmung an Septimius Severus, seine Frau Iulia Domna, seine Söhne Geta und Caracalla sowie dessen erste Gemahlin Fulvia Plautilla erfuhr, anlässlich wohl der gemeinsamen Reise nach Africa im Jahr 202/203. Dies fand allgemeine Zustimmung, auch die Achsabweichung des Bogens von Decumanus und Mauerführung fände hierin eine Erklärung. Allerdings wies Henner von Hesberg darauf hin, dass eine für die abschließende Bewertung maßgebliche Untersuchung zu den Bauformen, insbesondere zur Bauornamentik, fehle. Die Fragmente der severischen Inschrift wurden weit verstreut auf dem Ausgrabungsgelände gefunden.
Während der Regierung des Septimius Severus wurde der Bogen mit weiteren Statuen versehen. Unter anderem stiftete ein Lucius Licinius Optatianus Statuen für Mars und Concordia, nachdem er zum Flamen auf Lebenszeit gewählt worden war.

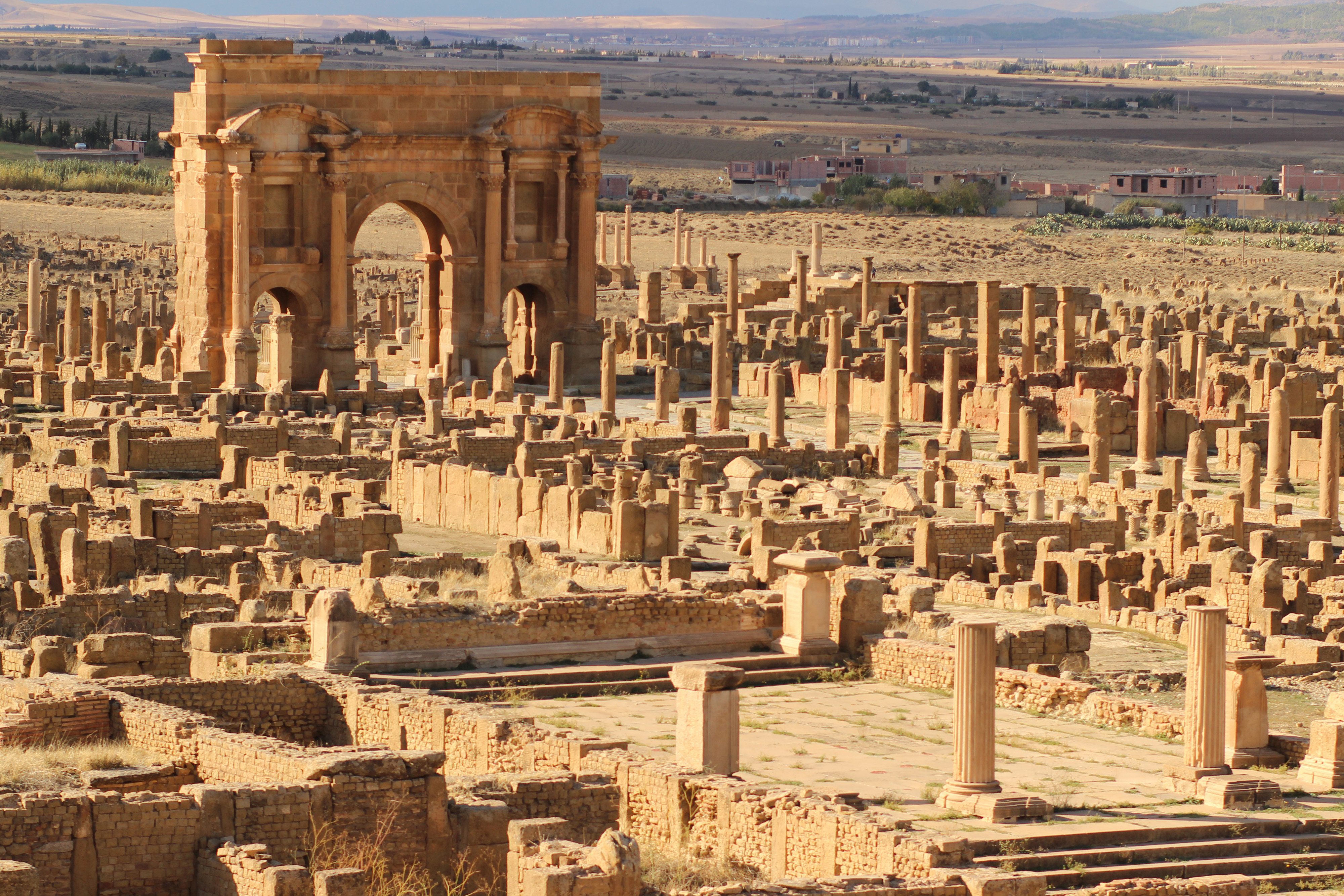
Heutige Situation im Ausgrabungsgelände
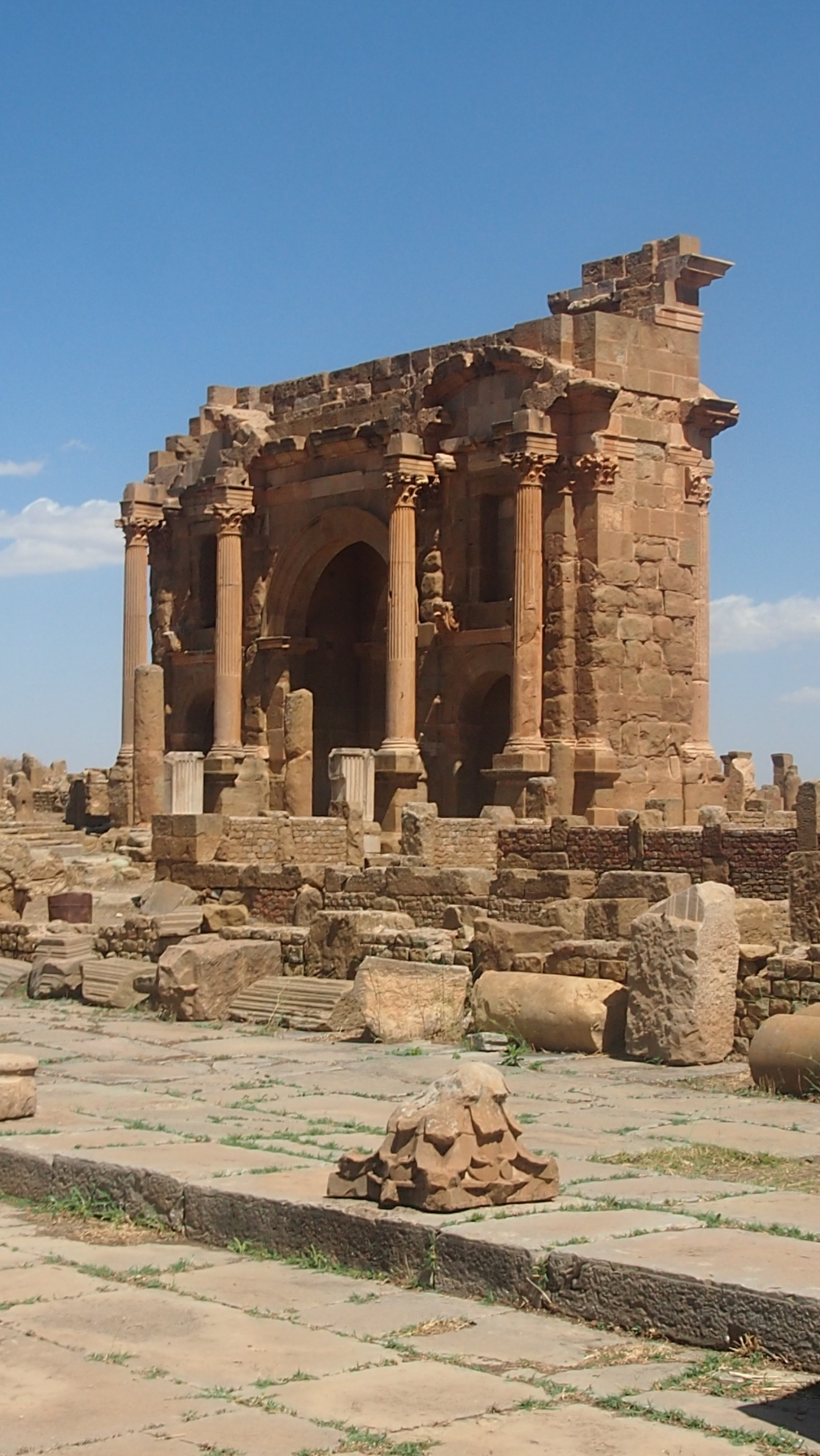
Dreiviertelansicht der Westseite
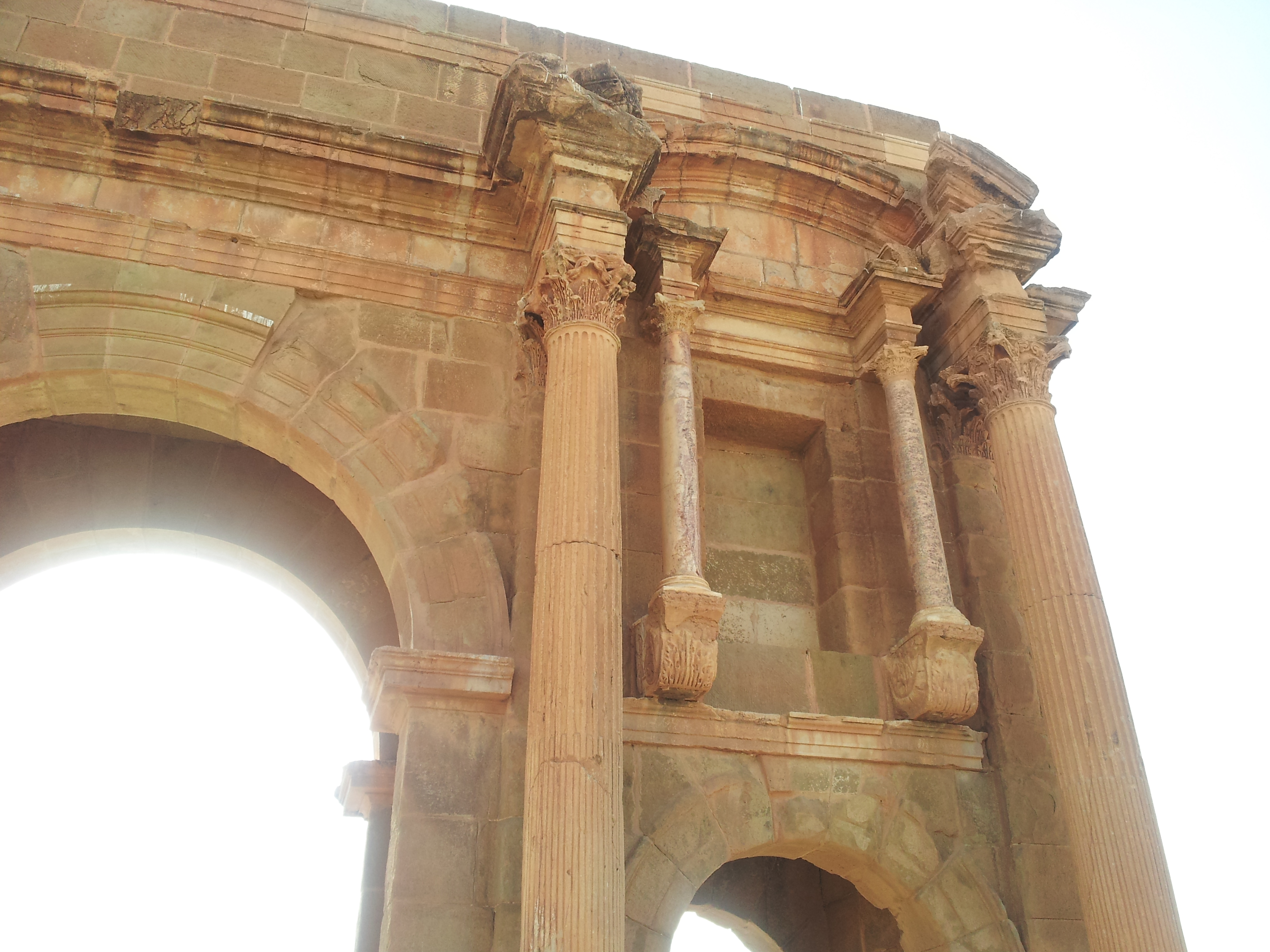
Detail des Bogens, Ostseite mit Nischenarchitektur
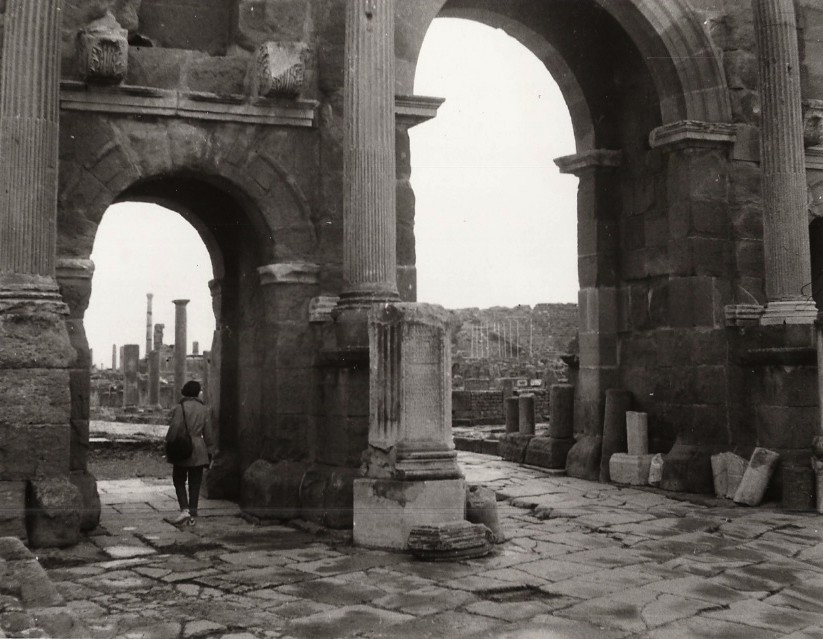
Stiftungspfeiler des Lucius Licinius Optatianus